# Calvaire (monument)
Pour les articles homonymes, voir Calvaire.

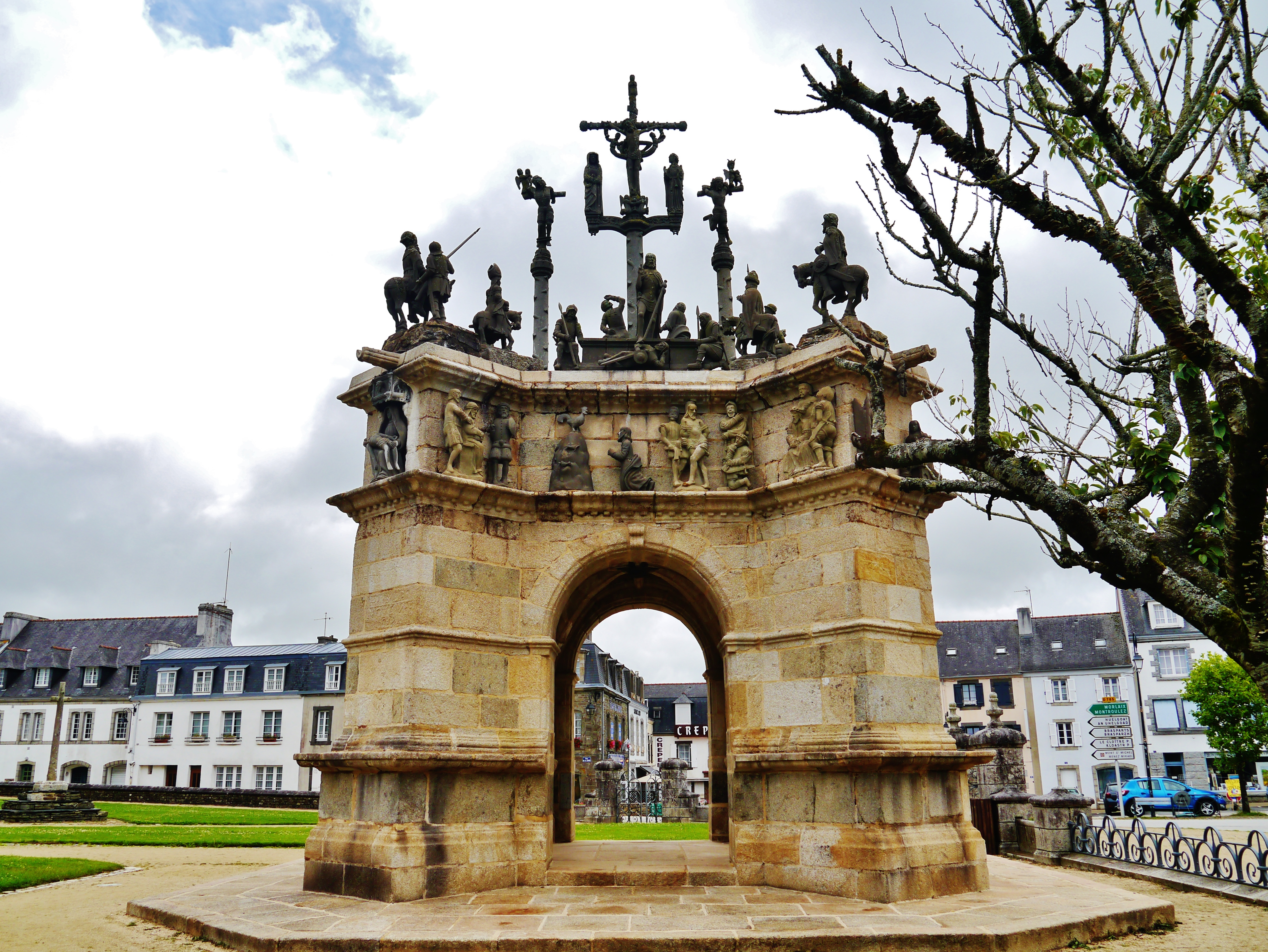
Calvaire de Pleyben.

Un calvaire est un oratoire catholique comprenant une croix et parfois deux autres, soit celles du mauvais Larron et du bon Larron qui ont été crucifiés avec Jésus-Christ.
Le mot « calvaire » provient du latin calvaria, lui-même provenant de l'araméen golgotha où, dans la tradition chrétienne, a été crucifié Jésus-Christ.

## Caractéristiques
Il existe une diversité de croix ou de calvaires. Dans son acceptation stricte, le calvaire intègre trois crucifix (Jésus-Christ, le bon et le mauvais Larron). Ils sont généralement enrichis d'un grand nombre de sculptures (ronde-bosse ou bas-relief) qui décrivent la vie du Christ, ainsi que Saint-Jean et la Vierge autour du Christ crucifié.
Ils sont constitués de différents éléments, avec un emmarchement, une mace, un socle, un fût et un croisillon qui supporte les statues.

## Diversité de croix
Dans un sens plus large, le terme de calvaire peut désigner de nombreuses croix de taille importantes : 
- Une croix : simple symbole ;
- Un crucifix : une croix avec une statue de Jésus cloué ;
- Un calvaire : une croix ou un crucifix et les deux croix des Larrons ;
- La 13e station d'un Chemin de croix.

Le lieu d'implantation de ces monuments, ainsi que le matériau utilisé, varient selon les lieux et les époques.

## Histoire et répartition

### France
En France, les calvaires les plus anciens et les plus ouvragés sont présents en Basse-Bretagne avec le premier d'entre eux, celui de Tronoën, et tous ceux conservés dans les enclos paroissiaux. En Bretagne, sept calvaires sont réputés comme monumentaux, et mis en valeur par une association :  Guimiliau, Pleyben, Plougastel-Daoulas, Plougonven, Saint-Jean-Trolimon, Saint-Thégonnec (Finistère), Guéhenno (Morbihan).

Les calvaires monumentaux de Bretagne
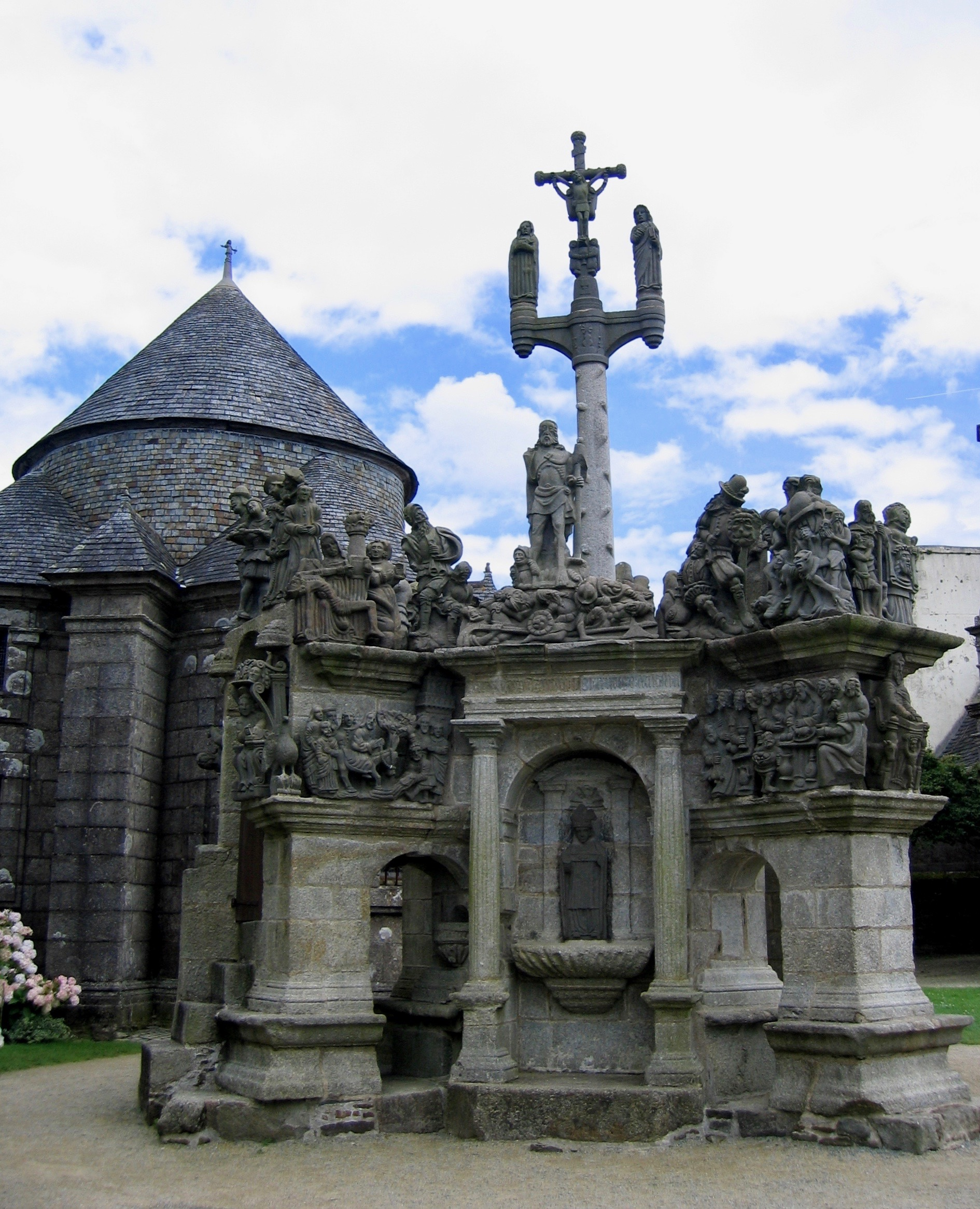
Guimiliau.
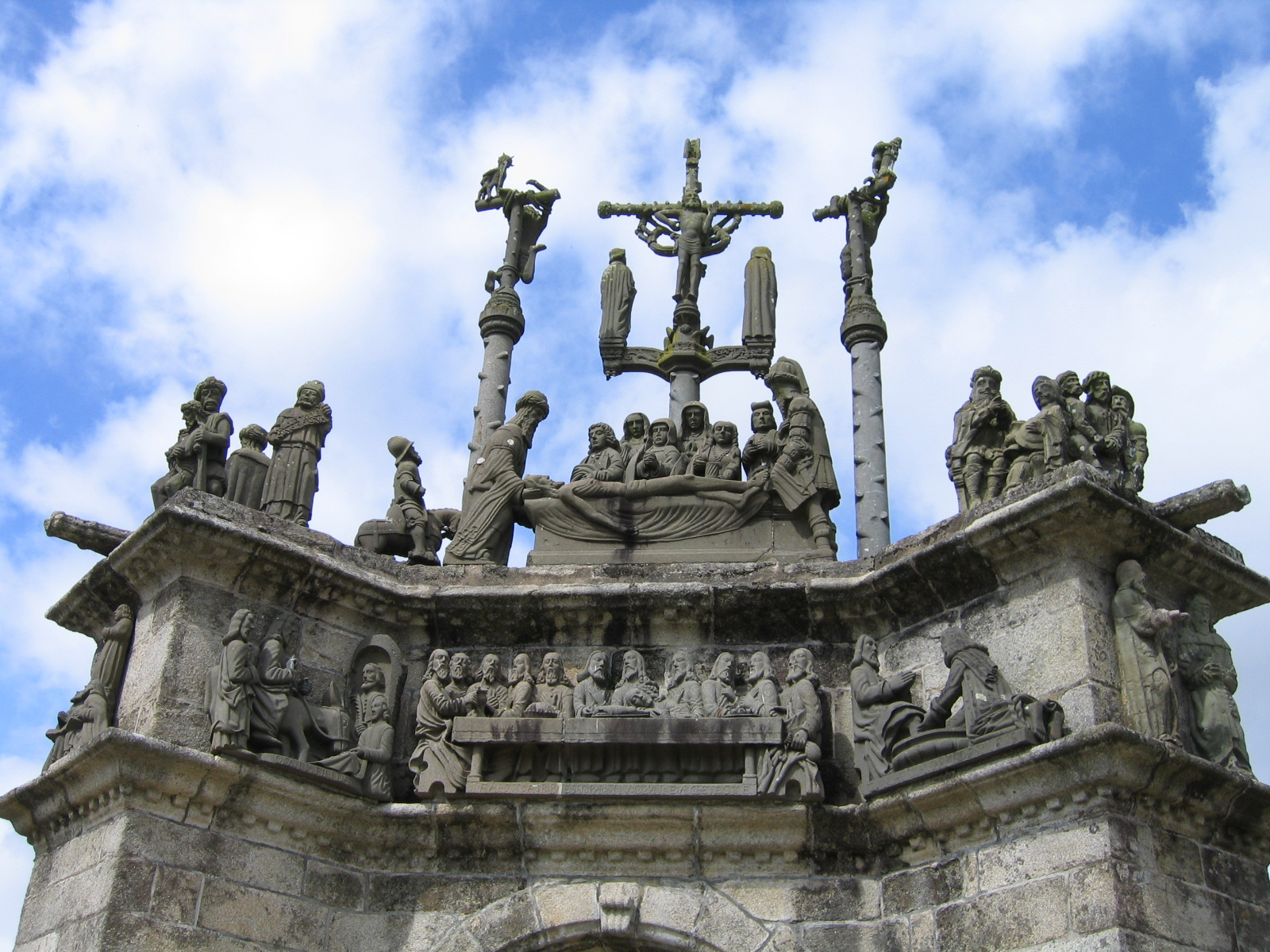
Pleyben.
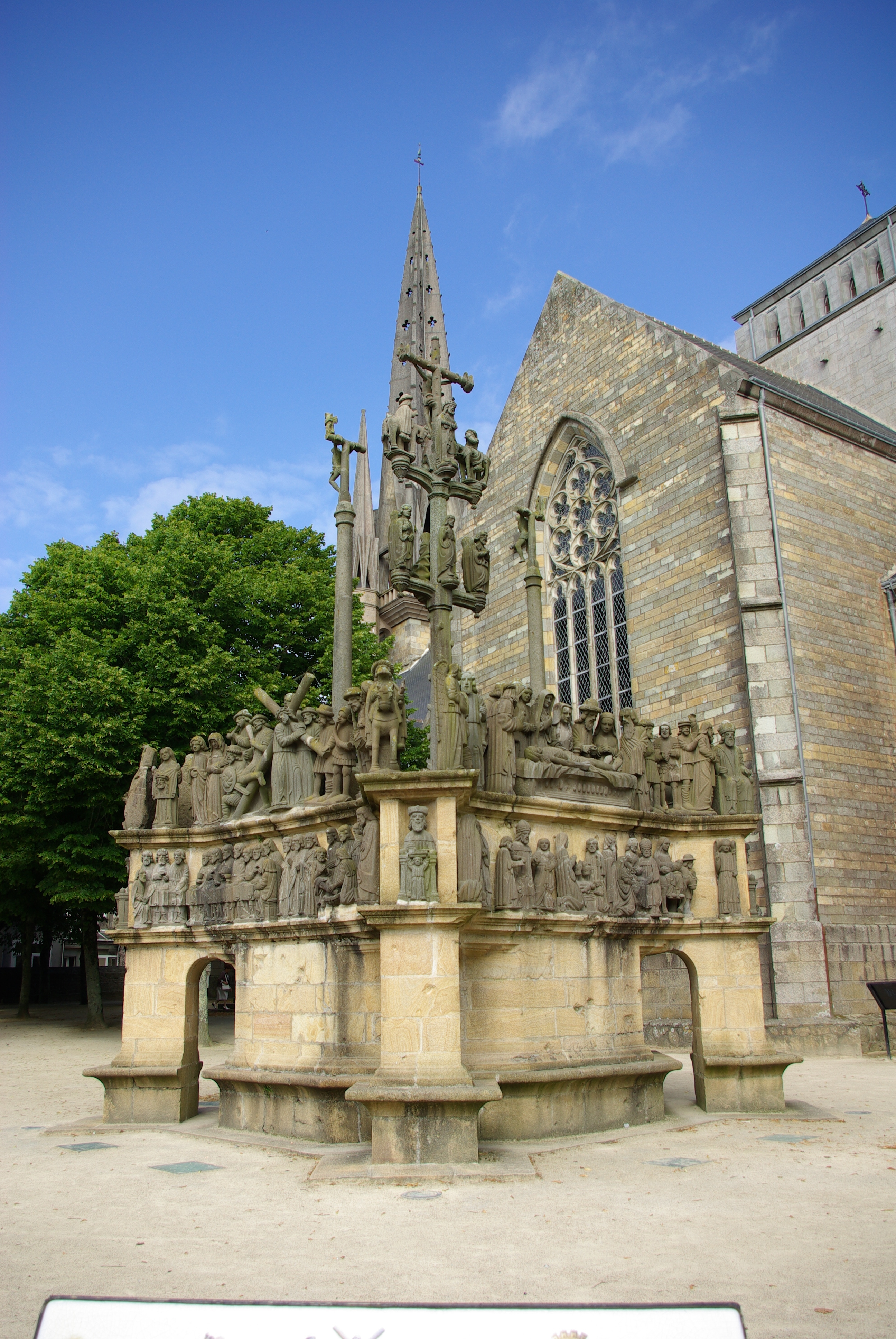
Plougastel-Daoulas.
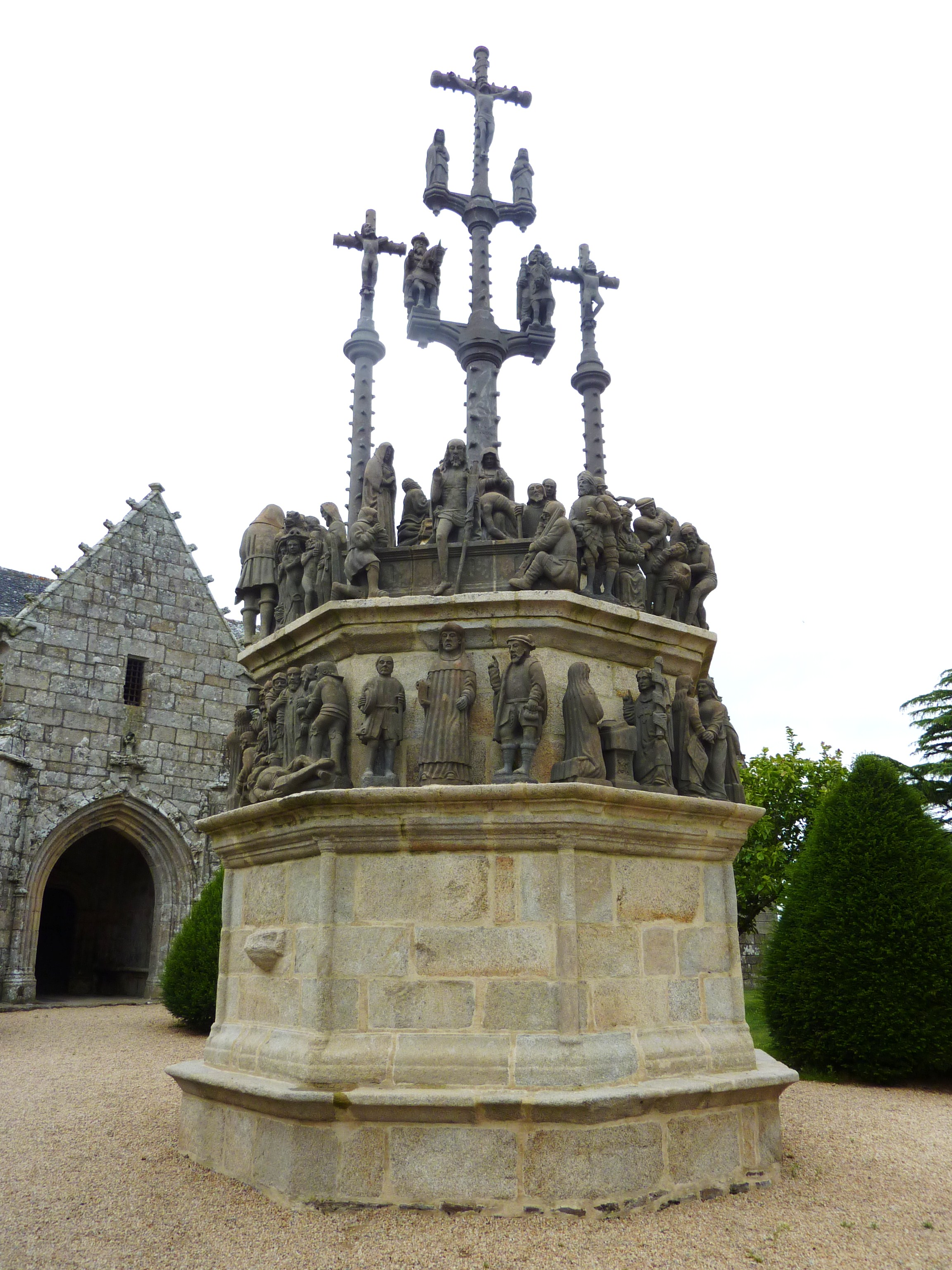
Plougonven.
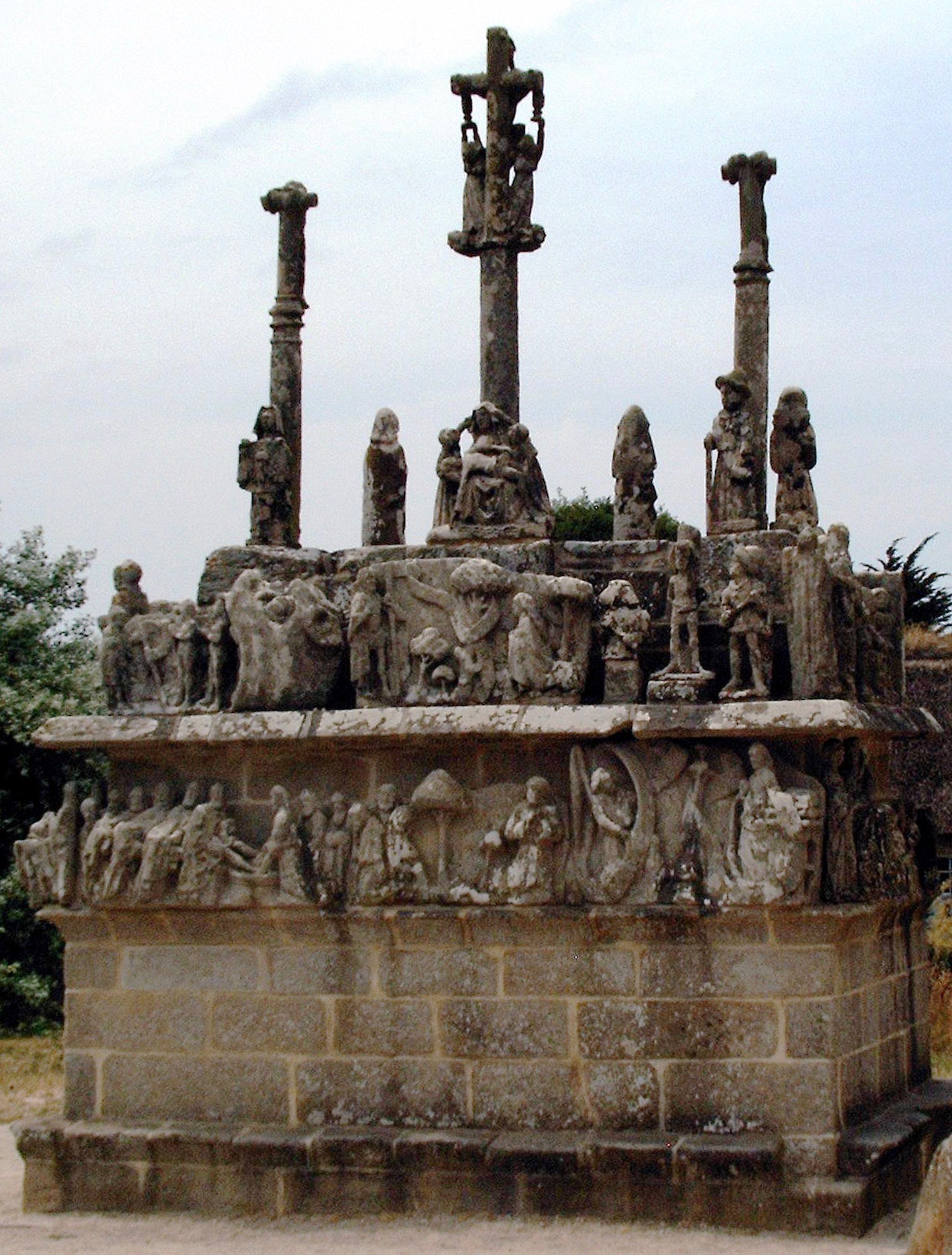
Saint-Jean-Trolimon.
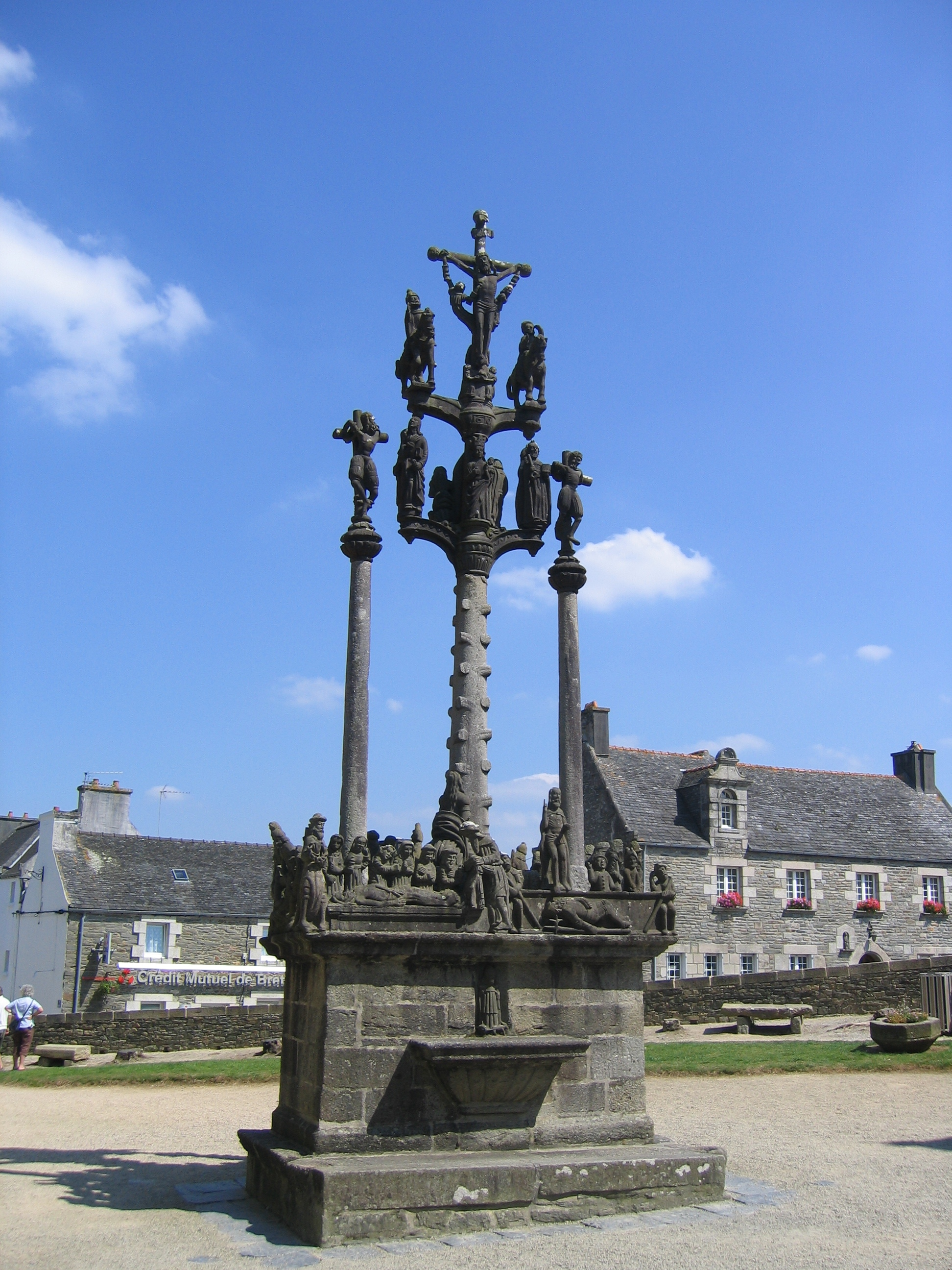
Saint-Thégonnec.
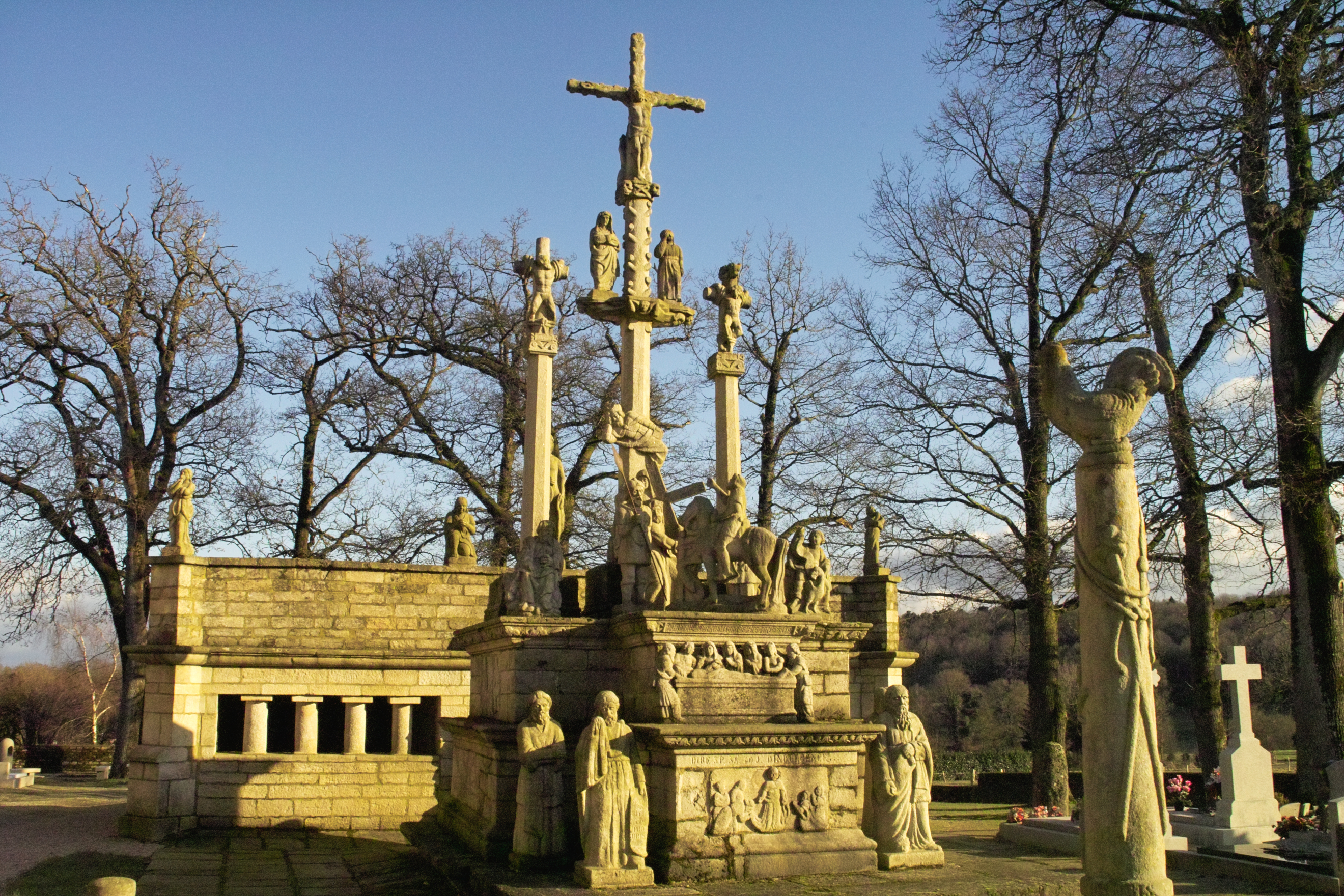
Guéhenno.

## Galerie de photos

### Crucifix et calvaires

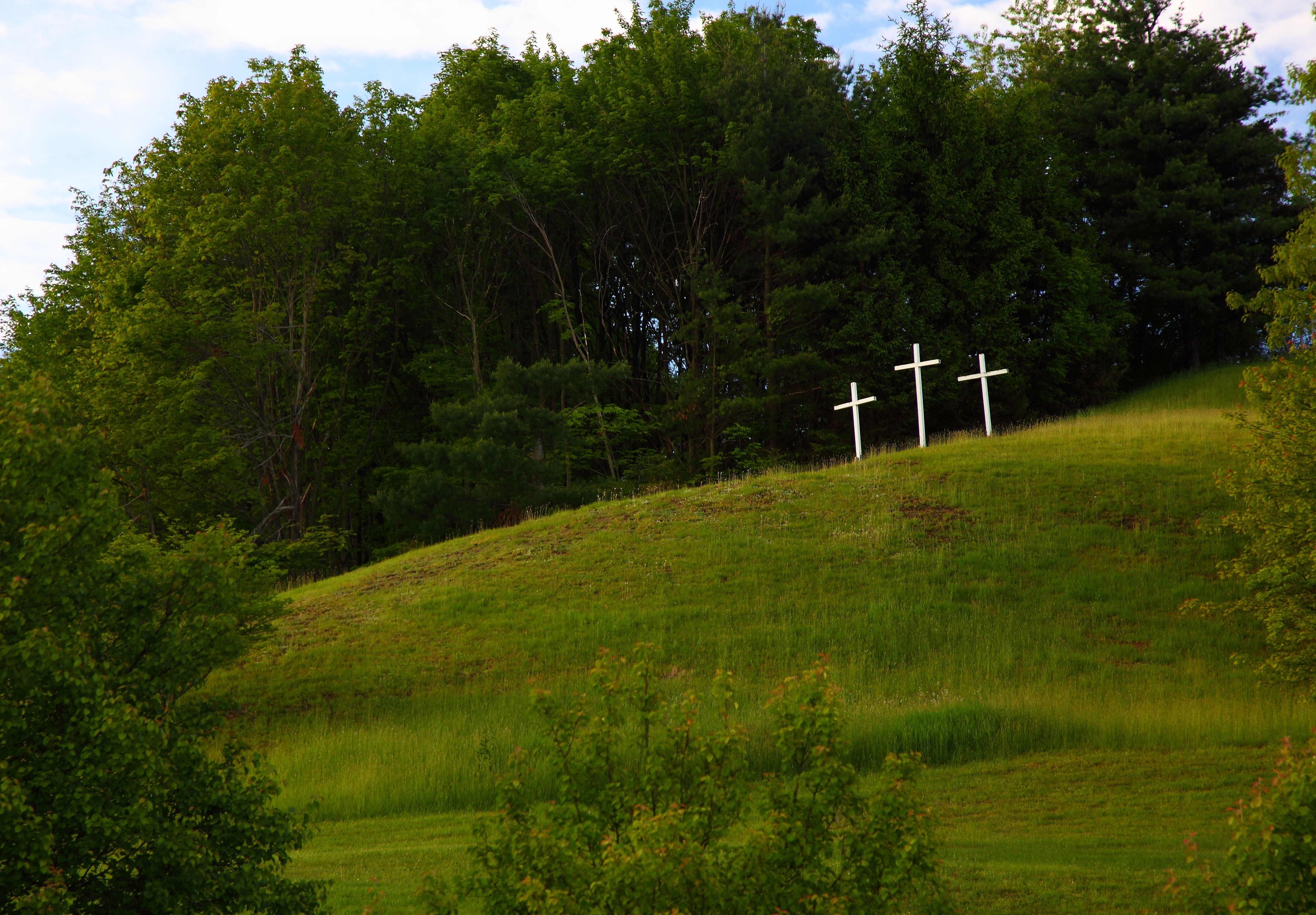
Calvaire en Virginie-Occidentale aux États-Unis.
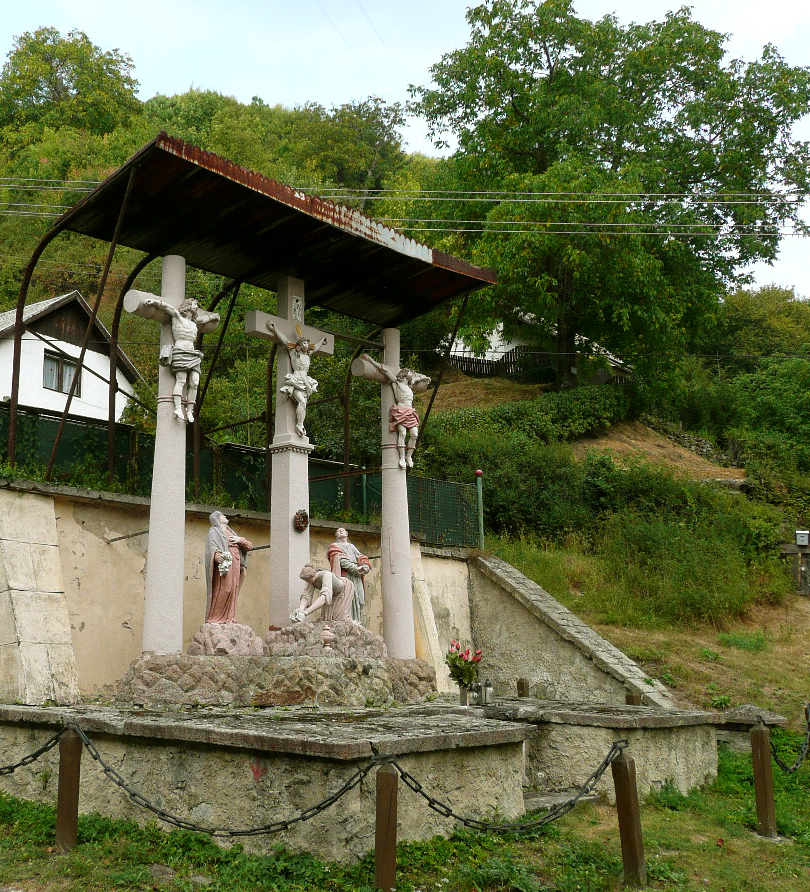
Un calvaire élaboré en Slovaquie centrale.
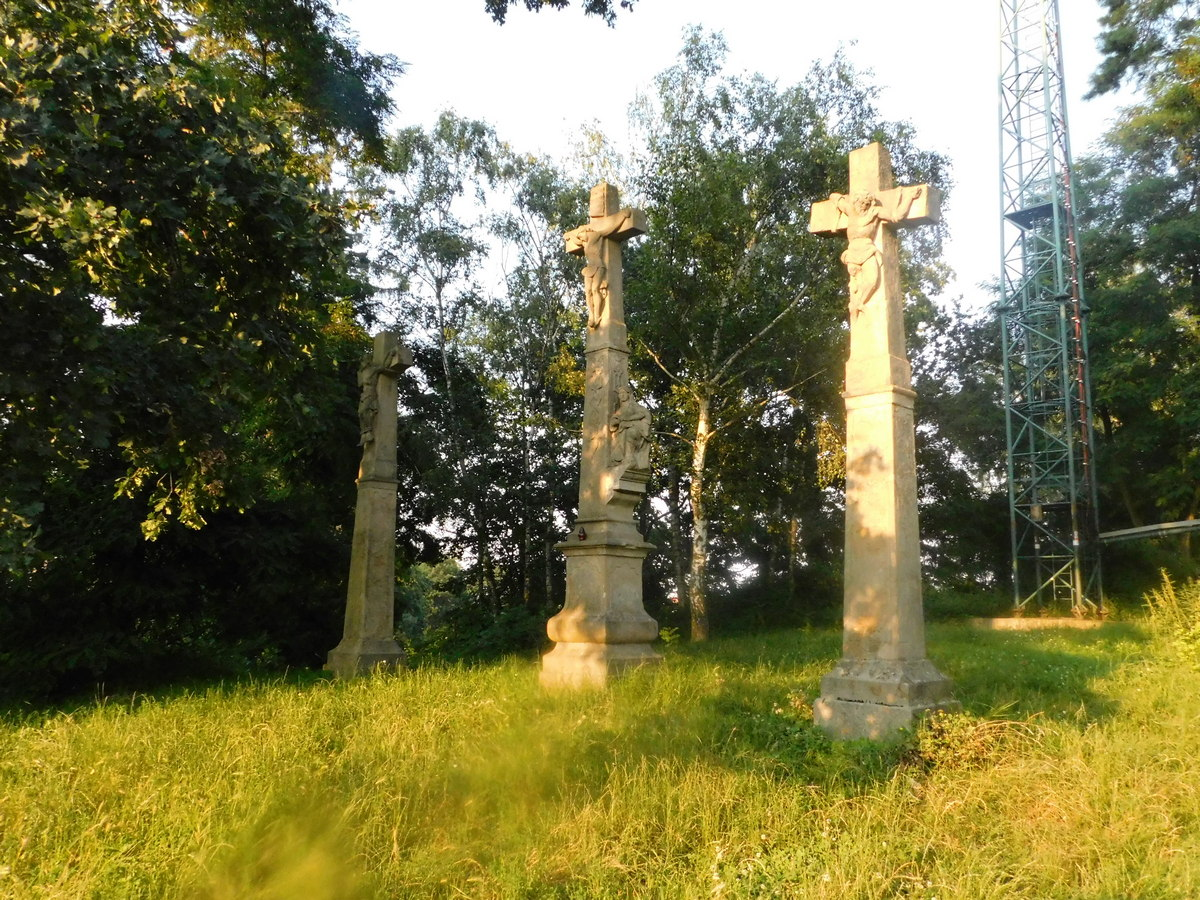
Calvaire à Napajedla, Tchéquie.
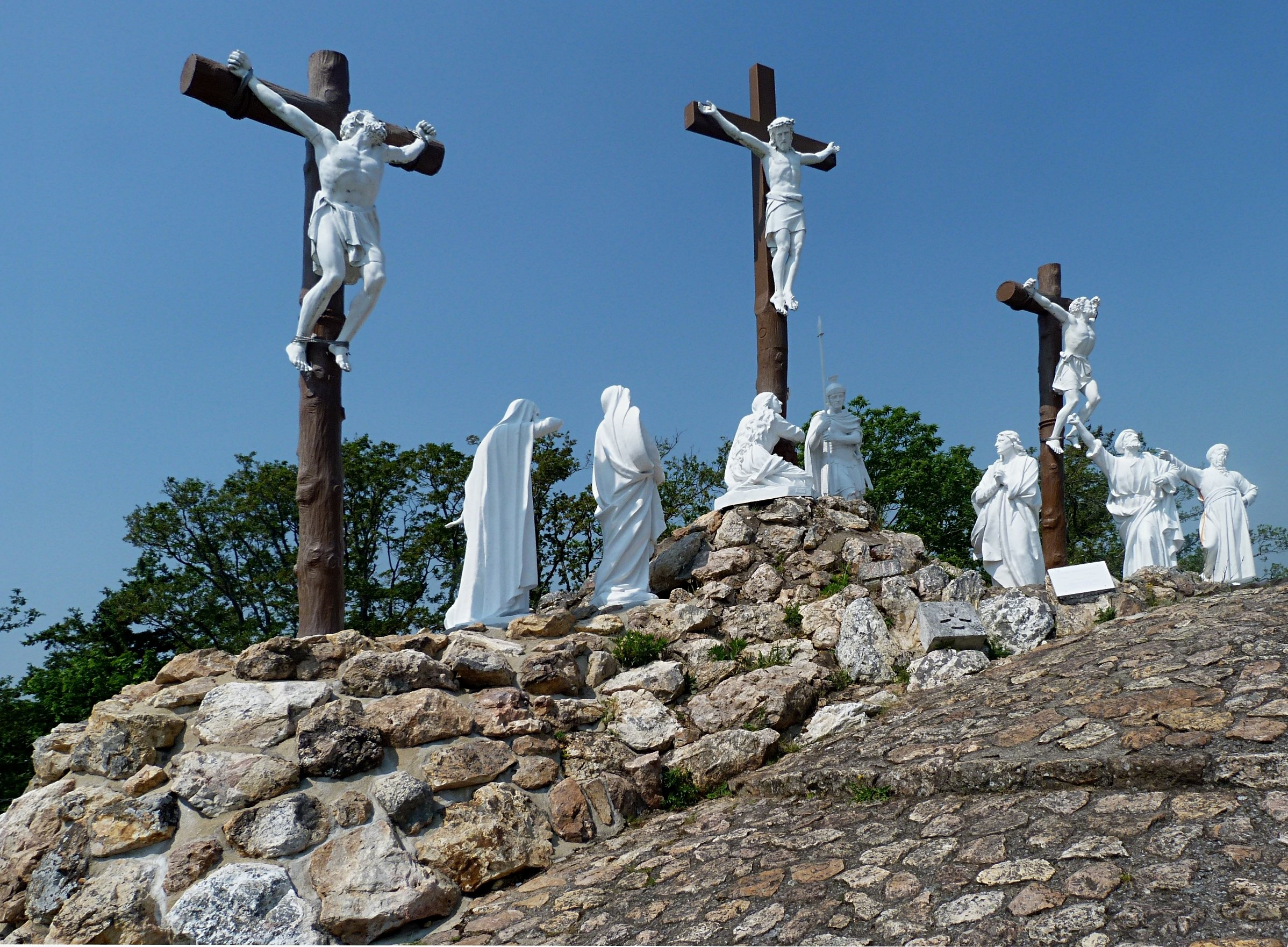
Calvaire de Pontchâteau, Pontchâteau, Loire-Atlantique, France.
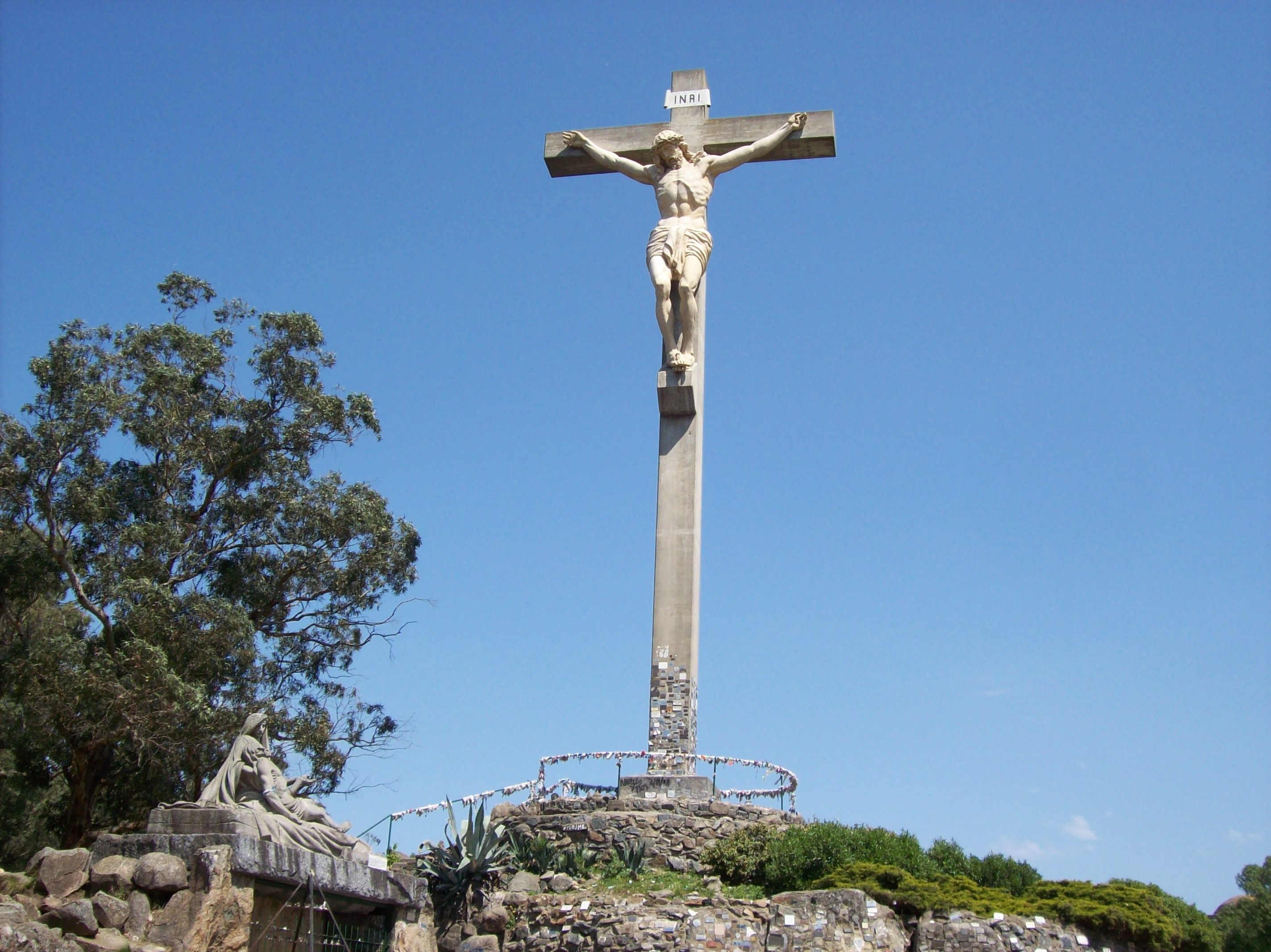
Calvaire à Tandil (ville), Argentine.
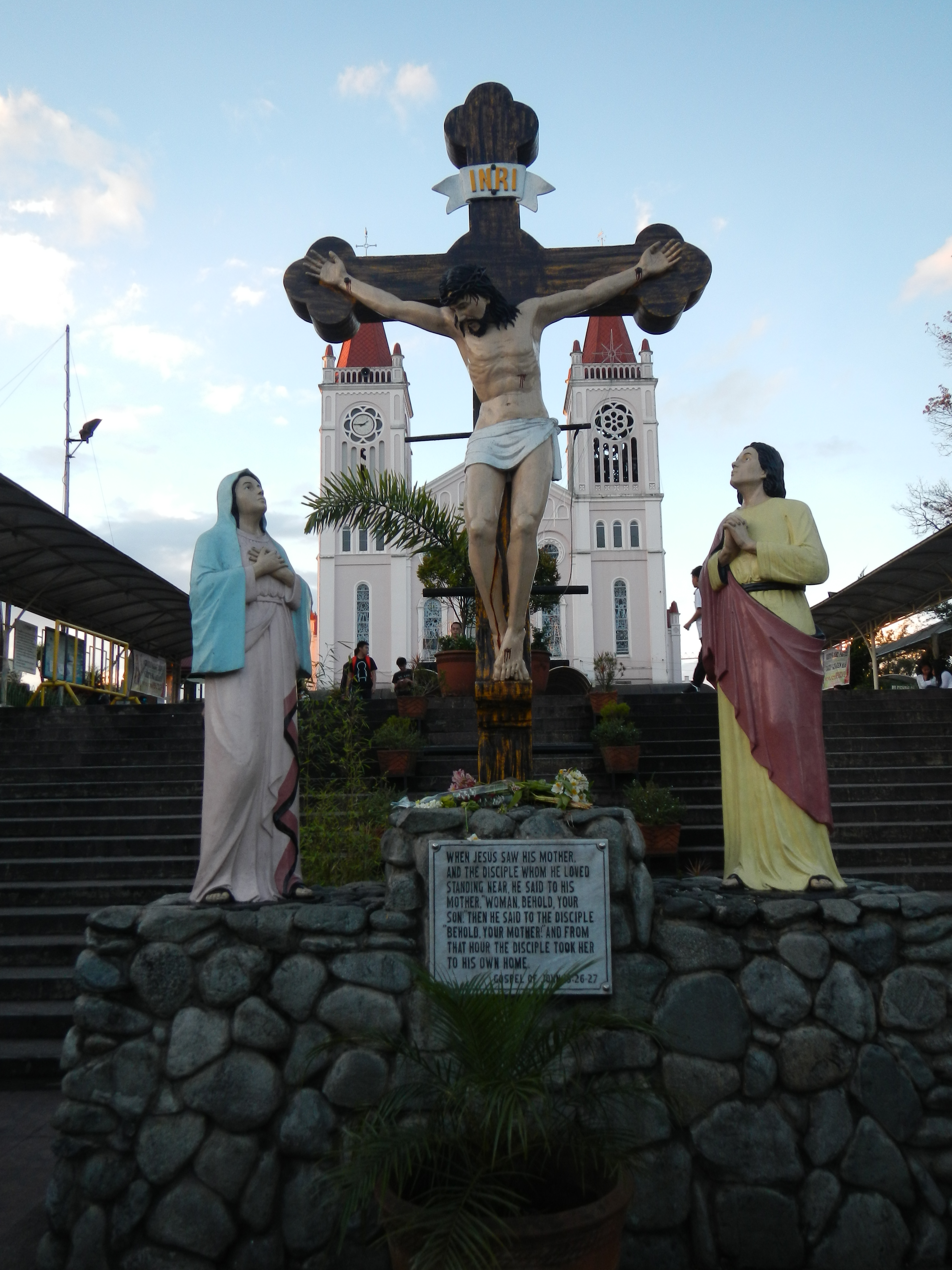
Calvaire à Baguio, Philippines.
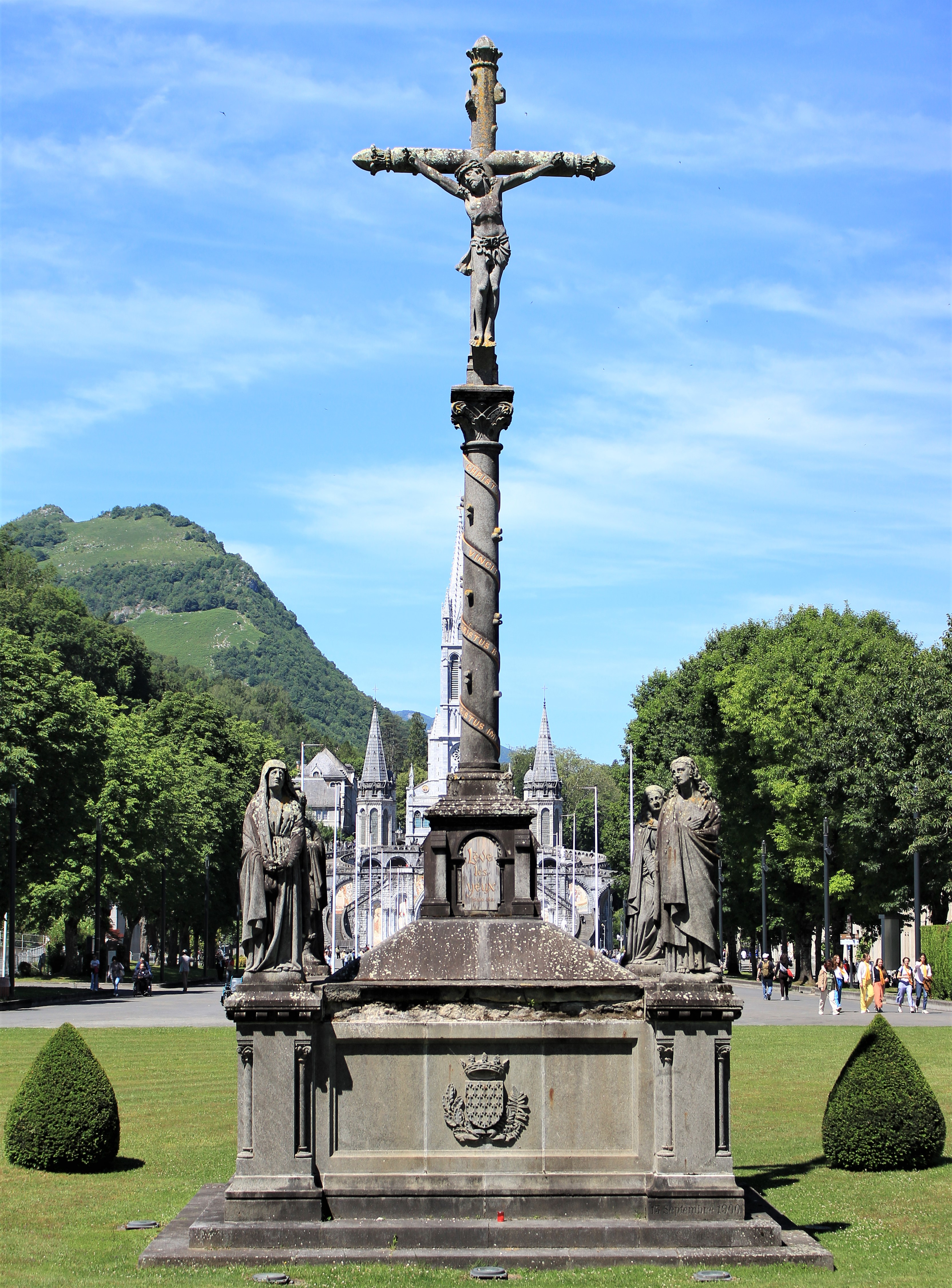
Calvaire des Bretons à Lourdes, France.
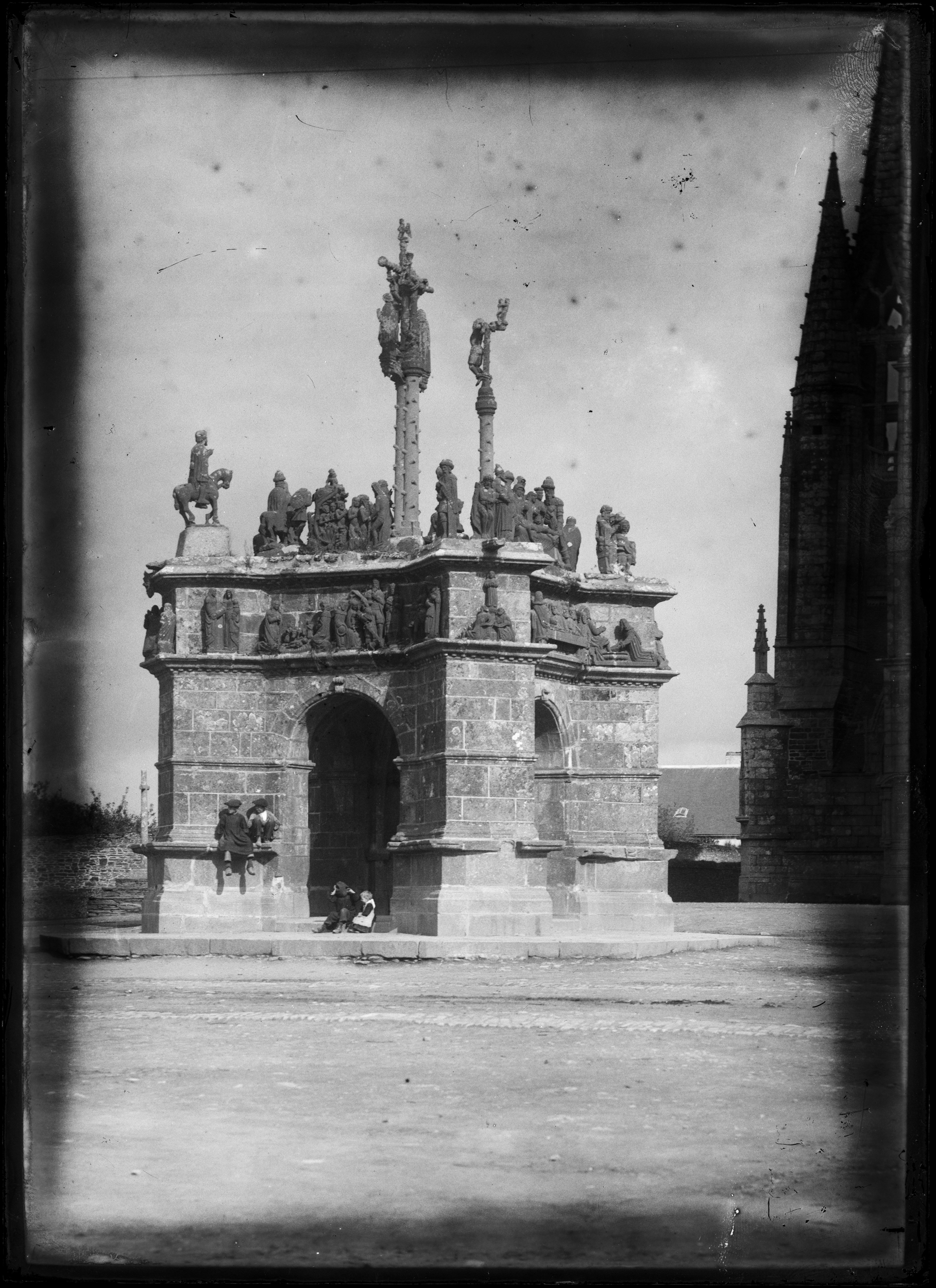
Calvaire de Pleyben (Finistère).

### Croix

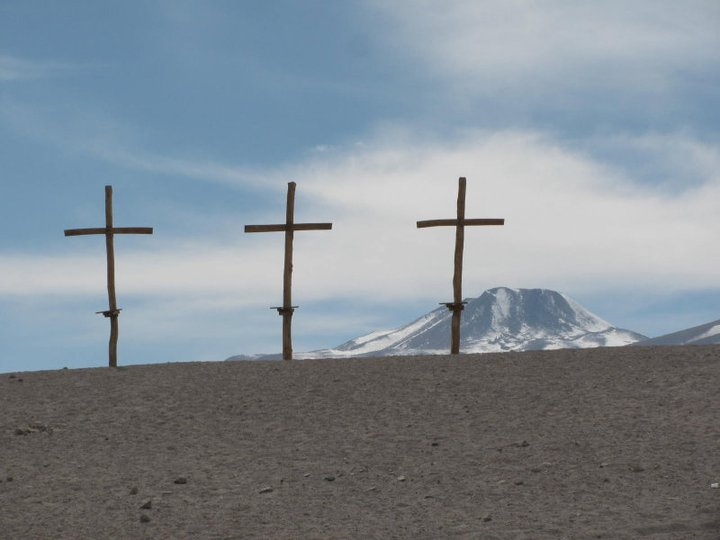
Calvaire à Toconao au Chili.
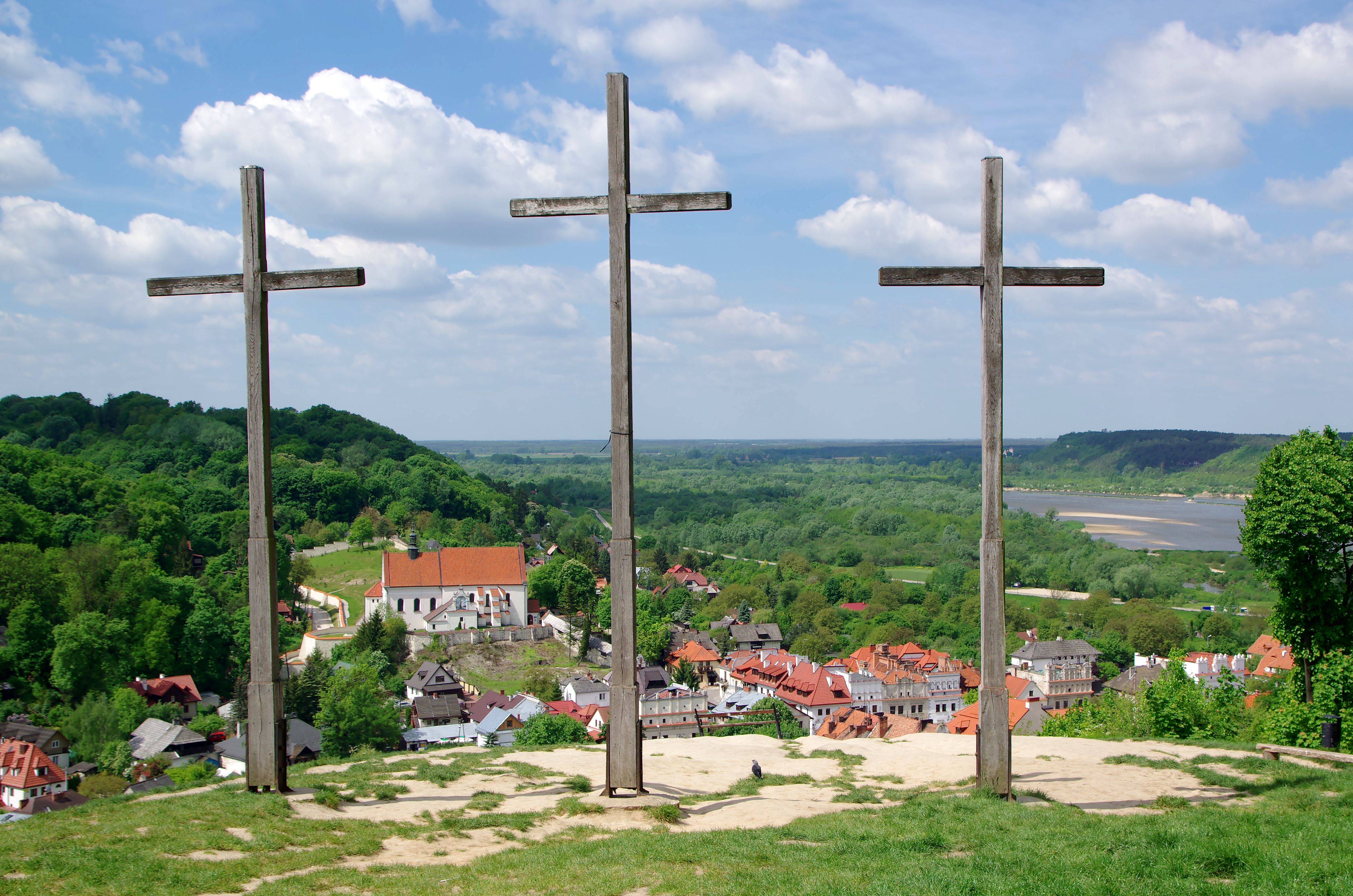
Calvaire à Kazimierz Dolny, Pologne.
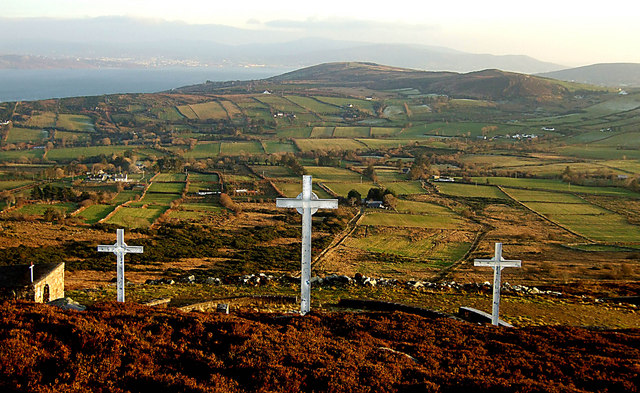
Calvaire dans le comté de Donegal, Irlande.
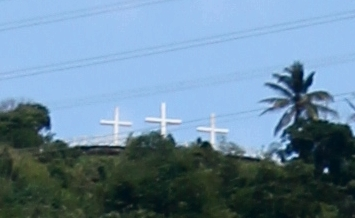
Calvaire à Paete, Philippines.